# میریام دالمازیو
میریام دالمازیو (انگلیسی: Miriam Dalmazio؛ زادهٔ ۱۴ سپتامبر ۱۹۸۷) بازیگر اهل ایتالیا است.

## زندگی‌نامه
او در پالرمو متولد شد و در مرکز تجربی فیلمبرداری در رم فارغ‌التحصیل شد و بعد از آن شروع به بازیگری کرد. او با ککو زالونه در سال ۲۰۱۳ در فیلم کمدی Sole a catinelle درخشید که در آن زمان دومین فیلم پرفروش ایتالیا شد.